# Nada Chroudi
Nada Chroudi (* 20. November 1987) ist eine tunesische Leichtathletin, die sich auf den Siebenkampf spezialisiert hat.

## Sportliche Laufbahn
Erste internationale Erfahrungen sammelte Nada Chroudi 2011 bei den Panarabischen Spielen in Doha, bei denen sie mit 4993 Punkten die Goldmedaille im Siebenkampf und belegte im Speerwurf mit 38,60 m den fünften Platz. Im Jahr darauf nahm sie erstmals an den Afrikameisterschaften in Porto-Novo teil und erreichte dort mit 5146 Punkten den vierten Platz. 2013 gewann sie bei den Spielen der Frankophonie in Nizza mit 4966 Punkten die Bronzemedaille hinter der Französin Laura Arteil und Madelaine Buttinger aus Kanada. Bei den Leichtathletik-Afrikameisterschaften 2014 in Marrakesch wurde sie mit 5011 Punkten Vierte und 2015 gewann sie bei den Arabischen Meisterschaften in Madinat Isa mit 5217 Punkten die Silbermedaille hinter der Ägypterin Hoda Hagras sowie mit 43,17 m die Bronzemedaille im Speerwurf hinter den beiden Ägypterinnen Nourhan Mohammed und Reda Adel Ahmed. Im Jahr darauf belegte sie bei den Afrikameisterschaften in Durban mit 5396 Punkten den fünften Platz und 2017 siegte sie bei den Arabischen Meisterschaften in Radès mit 5029 Punkten im Siebenkampf sowie mit 13,42 m auch im Kugelstoßen. Zwei Jahre darauf verteidigte sie bei den Arabischen Meisterschaften in Kairo mit 5515 Punkten ihren Titel im Siebenkampf und gewann mit einer Weite von 45,16 m die Bronzemedaille im Speerwurf hinter den Ägypterinnen Salma Shamseldin und Sherine Hussein. Im August nahm sie erstmals an den Afrikaspielen in Rabat teil und gewann dort mit 5302 Punkten die Bronzemedaille im Siebenkampf hinter der Burkinerin Marthe Koala und Kemi Francis aus Nigeria. 2021 siegte sie mit 5498 Punkten bei den Arabischen Meisterschaften in Radès und im Jahr darauf sicherte sie sich bei den Afrikameisterschaften in Port Louis mit 5117 Punkten die Bronzemedaille hinter der Beninerin Odile Ahouanwanou und Shannon Verster aus Südafrika. 2023 siegte sie mit 5151 Punkten bei den Arabischen Meisterschaften in Marrakesch und siegte mit 13,80 m auch im Kugelstoßen. Anschließend sicherte sie sich bei den Panarabischen Spielen in Algier mit 5342 Punkten die Silbermedaille im Siebenkampf hinter der Algerierin Afaf Benhadja und im Kugelstoßen musste sie sich mit 13,96 m nur der Bahrainerin Noora Salem Jasim geschlagen geben. Im Jahr darauf musste sie ihren Mehrkampf bei den Afrikaspielen in Accra vorzeitig beenden, ehe sie bei den Afrikameisterschaften in Douala mit 4913 Punkten den vierten Platz belegte. 
2025 siegte sie bei den Arabischen Meisterschaften in Oran mit 5354 Punkten im Siebenkampf sowie mit 14,72 m im Kugelstoßen und belegte mit der tunesischen 4-mal-100-Meter-Staffel in 49,72 s den vierten Platz.
2009 und 2010 wurde Chroudi tunesische Meisterin im Siebenkampf, 2010 auch im Weitsprung und im 100-Meter-Hürdenlauf. 2013 und 2016 siegte im Kugelstoßen sowie im Hürdensprint sowie 2013 auch im Speerwurf. 2019 war sie im Hürdensprint erfolgreich. 2023 siegte sie im Kugelstoßen sowie im Speerwurf und 2024 im Weitsprung und im Kugelstoßen.

## Persönliche Bestleistungen
- 100 m Hürden: 14,24 s (+0,3 m/s), 5. April 2019 in Kairo (tunesischer Rekord)
  - 60 Meter Hürden (Halle): 9,08 s, 3. Februar 2019 in Eaubonne
- Weitsprung: 5,96 m (+0,4 m/s), 29. August 2019 in Rabat
- Kugelstoßen: 15,12 m, 20. Juni 2021 in Radès
- Speerwurf: 46,56 m, 17. April 2016 in Radès
- Siebenkampf: 5686 Punkte, 28. April 2018 in Florenz (tunesischer Rekord)